# والنتینو دگانی
والنتینو دگانی (ایتالیایی: Valentino Degani; ۲۳ اوت ۱۹۱۰ – ۲۱ اوت ۱۹۷۹) بازیکن فوتبال اهل ایتالیا بود.
از باشگاه‌هایی که در آن بازی کرده‌است می‌توان به باشگاه فوتبال اینتر میلان اشاره کرد.